# フェデリコ・リッカ
フェデリコ・リッカ・ロスタニョール (Federico Ricca Rostagnol, 1994年12月1日 - )は、ウルグアイ・コロニア県タラリアス出身のサッカー選手。ベルギー・ファースト・ディビジョンA・OHルーヴェン所属。ポジションはDF。

## クラブ経歴
2011年にダヌービオFCと契約。2013年にトップチームに昇格。8月18日のセロ・ラルゴFC戦でプロデビュー。2014年2月15日のリベルプールFC戦でプロ初ゴールを記録。以降先発に定着した。
2016年2月1日、マラガCFと4年半契約を締結。4月20日のラージョ・バジェカーノ戦で、移籍後初ゴールを記録。以降出場機会が増えるも、2017-18シーズンはラ・リーガ最下位に終わり、セグンダ・ディビシオン (2部リーグ)に降格。2018-19シーズンは2部リーグで38試合5ゴールを記録。チームは3位に入り、昇格プレーオフに進出するも、準決勝でデポルティーボ・ラ・コルーニャに敗れた。
2019年8月14日、クラブ・ブルッヘと4年契約を締結した。
2022年8月12日、OHルーヴェンに3年契約で移籍した。

## 代表経歴
2015年にカナダで開催されたパンアメリカン・ゲームに、U-23ウルグアイ代表で出場し、優勝を経験。2016年9月にフル代表初招集。2017年6月5日のアイルランド戦で代表初出場。しかし、以降は代表招集外となり、2018 FIFAワールドカップやコパ・アメリカ2019も未招集に終わった。